# Annibale Pio Fabri
Annibale Pio Fabri (Bolonya, 1696 - Lisboa, 1760) fou un cèlebre cantant italià del segle xviii. Restà al servei de Carles VI i el 1719 fou agregat a l'Acadèmia Filharmònica de la seva pàtria. Com a homenatge a llurs mèrits, fou nomenat príncep cinc vegades.